# Dundee (Florida)
Dundee es un pueblo ubicado en el condado de Polk en el estado estadounidense de Florida. En el Censo de 2010 tenía una población de 3.717 habitantes y una densidad poblacional de 125,39 personas por km².

## Geografía
Dundee se encuentra ubicado en las coordenadas 28°0′53″N 81°35′53″O / 28.01472, -81.59806. Según la Oficina del Censo de los Estados Unidos, Dundee tiene una superficie total de 29.64 km², de la cual 26.13 km² corresponden a tierra firme y (11.86%) 3.51 km² es agua.

## Demografía
Según el censo de 2010, había 3.717 personas residiendo en Dundee. La densidad de población era de 125,39 hab./km². De los 3.717 habitantes, Dundee estaba compuesto por el 60.64% blancos, el 25.24% eran afroamericanos, el 0.59% eran amerindios, el 1.67% eran asiáticos, el 0.03% eran isleños del Pacífico, el 8.47% eran de otras razas y el 3.36% pertenecían a dos o más razas. Del total de la población el 21.31% eran hispanos o latinos de cualquier raza.